# Protestele antirestricții din România
În luna martie a anului 2021, au început proteste în mediul online împotriva restricțiilor impuse de guvernul condus de Florin Cîțu.
Prima manifestație împotriva acestor măsuri a avut loc pe data de 20 martie în București fiind organizată de Partidul Neamului Românesc și condusă de senatoarea Diana Iovanovici-Șoșoacă.
Începând cu ziua de luni, 29 martie, au început să apară zilnic proteste în toată țara, fiind organizate în mare parte de AUR și PNR, fiind sprijinite și de PSD. În unele locuri, protestele au avut și un caracter violent sau rasist.
După ce cele mai multe restricții au fost ridicate în urma trecerii valului pandemic din primăvara lui 2021, protestele s-au terminat în luna mai a acelui an.

## Critici și controverse
Protestele au fost ținta ridicolului din cauza caracterului violent, rasist, anti-medical, neavând un mesaj clar. 
Gazetarul Cristian Tudor Popescu declarat în cadrul postului Digi 24 următoarele: 
|  | Acești indivizi nu sunt protestatari. Acesta nu este un protest, să scoți bordurile și să le arunci în jandarmi sau să urli în curtea spitalului „Asasinilor!”. La adresa cui? A medicilor, a asistentelor, a bolnavilor din spital? Că nu se înțelege despre cine este vorba – și nici nu sunt preocupați să se înțeleagă ceva din ce urlă. [...] Cei care au ieșit în stradă au fost mânați, ca o turmă, de partidul AUR. Singurul obiectiv a fost creșterea numărului de votanți. | — Cristian Tudor Popescu |